# 청도 덕양동 삼층석탑
청도 덕양동 삼층석탑(淸道 德陽洞 三層石塔)은 대한민국 경상북도 청도군 풍각면 덕양리에 있는 삼층석탑이다. 1979년 1월 25일 경상북도의 유형문화재 제116호로 지정되었다.

## 개요
덕양마을 인근 산기슭에 넘어져 있던 탑으로, 1972년 마을사람들이 이곳으로 옮겨 세웠다.
탑은 전체의 무게를 받치는 기단(基壇)이 1층으로 되어 있으나, 원래는 2층이었을 것으로 보이며 그 위로 3층의 탑신(塔身)을 쌓아 올렸다. 기단의 네 면과 탑신부의 몸돌은 모서리마다 기둥모양을 본떠 새겼을 뿐 다른 꾸밈은 없다. 몸돌을 덮고 있는 각층의 지붕돌은 밑면에 4단의 받침을 두었다.
전체적으로 가벼운 느낌이 들며, 기단에서 기둥 모양의 조각을 모서리에만 두고 면의 가운데에는 두지 않은 점을 제외하면 대체로 통일신라 석탑의 양식을 잘 따르고 있어 이 시기의 작품으로 추정된다.

## 참고 문헌
- 청도덕양동삼층석탑 - 국가유산청 국가유산포털